# SuperLiga (Nordamerika) 2009
Die SuperLiga 2009, der dritte Fußballwettbewerb der SuperLiga, fand vom 20. Juni bis zum 5. August 2009 statt. Dabei änderte der Mexikanische Fußballverband die Qualifikationsregeln seiner Vereine und legte fest, dass die besten Teams aus der kombinierten Aperatura und Clausura-Wertung 2008, sollten diese Mannschaften nicht für die CONCACAF Champions League qualifiziert sein, für den Wettbewerb gemeldet würden. Gewinner waren die UANL Tigres.

## Teilnehmer
Aus der Major League Soccer qualifizierten sich die besten vier Mannschaften aus der Regular Season 2008, die sich nicht bereits für die CONCACAF Champions League qualifizieren konnten:
- Chicago Fire (3. Platz)
- New England Revolution (4. Platz)
- CD Chivas USA (5. Platz)
- Kansas City Wizards (6. Platz)

Aus der Primera División de México qualifizierten sich folgende vier Mannschaften:
- Club San Luis (1. Platz)
- Santos Laguna (5. Platz)
- UANL Tigres (7. Platz)
- CF Atlas (8. Platz)

## Gruppenphase

### Gruppe A
| Pl. | Verein        | Sp. | S | U | N | Tore    | Diff. | Punkte |
| --- | ------------- | --- | - | - | - | ------- | ----- | ------ |
| 1.  | UANL Tigres   | 3   | 2 | 0 | 1 | 005:500 | ±0    | 06     |
| 2.  | Chicago Fire  | 3   | 2 | 0 | 1 | 003:200 | +1    | 06     |
| 3.  | Club San Luis | 3   | 1 | 1 | 1 | 004:300 | +1    | 04     |
| 4.  | CD Chivas USA | 3   | 0 | 1 | 2 | 002:400 | −2    | 01     |

### Gruppe B
| Pl. | Verein                 | Sp. | S | U | N | Tore    | Diff. | Punkte |
| --- | ---------------------- | --- | - | - | - | ------- | ----- | ------ |
| 1.  | New England Revolution | 3   | 2 | 1 | 0 | 006:300 | +3    | 07     |
| 2.  | Santos Laguna          | 3   | 1 | 1 | 1 | 005:500 | ±0    | 04     |
| 3.  | CF Atlas               | 3   | 0 | 2 | 1 | 000:100 | −1    | 02     |
| 4.  | Kansas City Wizards    | 3   | 0 | 2 | 1 | 002:400 | −2    | 02     |

## Halbfinale
| Datum         |                        | Ergebnis |               | Ort                                          |
| ------------- | ---------------------- | -------- | ------------- | -------------------------------------------- |
| 15. Juli 2009 | UANL Tigres            | 3:2      | Santos Laguna | Gillette Stadium, Foxborough (Massachusetts) |
| 15. Juli 2009 | New England Revolution | 1:2      | Chicago Fire  | Gillette Stadium, Foxborough (Massachusetts) |

## Finale
| Datum          |             | Ergebnis              |              | Ort                                |
| -------------- | ----------- | --------------------- | ------------ | ---------------------------------- |
| 5. August 2009 | UANL Tigres | 1:1 n. V. (4:3 i. E.) | Chicago Fire | Toyota Park, Bridgeview (Illinois) |